# Кючюк Мехмед Саид-паша
Мехмед Саид-паша (тур. Küçük Mehmet Sait Pasha; 1835, Константинополь — 01.03.1914, Константинополь), по прозванию Кючюк («Малый») — турецкий политический деятель, был губернатором на Кипре. В 1873 году состоял в Софии председателем экстраординарного суда, приговорившего к казни Васила Левского, и обнаружил при этом обычные черты турецкого чиновника.
Во время русско-турецкой войны был губернатором Тулчи. Осенью 1877 года получил под команду корпус, хотя до тех пор никогда не был военным. Несмотря на это, он действовал не хуже других генералов и даже нанес русским некоторый вред. После войны был секретарём султана Абдул-Хамида и членом «комиссии реформ», в 1879 году — министром-президентом. Он был в то время противником Англии.
Англофильская партия низвергла его летом 1880 года. В 1882—1885 годах он был великим визирем, потом несколько раз министром иностранных дел. В июне 1895 года назначен великим визирем на место Джевад-паши. В октябре того же года заменён Камилем-пашой и назначен, ненадолго, министром иностранных дел. В бытность его великим визирем на улицах Константинополя (Стамбула) произошла резня армян. Мехмед в это время был уже сторонником Англии.
В декабре 1895 году султан пожелал вновь назначить Мехмеда великим визирем, но тот отказался, ссылаясь на невозможность управлять страной при неограниченности власти султана. Султан назначил его своим советником и приказал переселиться в Ильдиз-киоск. Мехмед, опасаясь этой милости, бежал в здание английского посольства, откуда вышел только через несколько дней, когда султан обязался перед английским послом оставить его в покое.
Председатель Государственного совета (на 1900 г.). Председатель Сената (1913).

## Награды
- Орден Святого Александра Невского (02.12.1900).